# Markus Krebber
Markus Krebber (* 16. Februar 1973 in Kleve) ist ein deutscher Manager. Er ist seit dem 1. Mai 2021 Vorstandsvorsitzender (CEO) des DAX-Konzerns RWE.

## Laufbahn
Markus Krebber studierte Wirtschaftswissenschaft an der Universität Duisburg-Essen und der Indiana University of Pennsylvania und schloss mit Diplom und MBA ab. Anschließend war er als Unternehmensberater bei McKinsey & Company tätig. Parallel promovierte er an der Humboldt-Universität zu Berlin. Von 2005 bis 2012 hatte Krebber verschiedene Leitungsfunktionen bei der Commerzbank inne. Seit Ende 2012 arbeitet er für RWE. Im Oktober 2016 wurde er Chief Financial Officer und im Mai 2021 Chief Executive Officer als Nachfolger von Rolf Martin Schmitz.